# Oblast de Magadan
Pour les articles homonymes, voir Magadan (homonymie).
L'oblast de Magadan ([məgɐˈdanskəjə ˈobləsʲtʲ], en russe : Магаданская область, Magadanskaïa oblast) est un sujet en Extrême-Orient de la fédération de Russie, dont la capitale est la ville portuaire de Magadan. La ville récente de Magadan, fondée en 1929, lui a d'ailleurs donné son nom. La seule langue officielle est le russe, mais des minorités ethniques avec leurs langues existent, comme avec les Evenks et les Koriaks. Rosstat attribue à la région le code 44, et son code d'immatriculation est le 49. La région fait partie du district fédéral Extrême-Oriental, et se situe dans le nord-est de celui-ci. Elle est limitrophe à l'ouest du kraï de Khabarovsk via le raïon d'Okhotsk. Au nord, elle est délimitée par la république de Sakha, au nord-ouest par le district autonome de Tchoukotka, qui faisait partie de l'oblast jusqu'en 1985. Enfin, elle est bordée à l'est par le kraï du Kamtchatka, tandis qu'au sud elle est baignée par la mer d'Okhotsk.
L'oblast de Magadan couvre une superficie de 462 464 km2, ce qui en fait de lui le 11e sujet le plus vaste de la Russie. Elle se situe principalement dans la région de la Kolyma, et elle donne d'ailleurs naissance au fleuve homonyme. La région de la Kolyma, peuplée à partir du début du XXe siècle, est tristement célèbre pour les nombreux goulags de l'ère stalinienne, dans lesquels nombre de prisonniers furent envoyés aux travaux forcés. En 1931, le Dalstroï, organisation du NKVD, fut créée pour la gestion de ces camps, et c'est sa dissolution en 1953 dans le cadre de la déstalinisation qui donna naissance à l'oblast de Magadan. De cette époque restent de nombreuses ruines des goulag, mais aussi des livres comme les Récits de la Kolyma par Varlam Chalamov, qui raconte son expérience dans cette région.
En 2022, la région comptait 135 907 habitants, en forte chute depuis la dislocation de l'Union soviétique. Cette chute est due à la fin de la « prime du nord », qui permettait de gagner des salaires très élevés pendant la période soviétique si l'on acceptait de travailler dans des régions aux conditions climatiques extrêmes. Depuis les années 2010, la décroissance a ralenti, et l'oblast souhaite désormais recréer des emplois dans le territoire pour éviter la fuite des habitants. La région possède d'importantes réserves de minerais, dont l'or, et son potentiel hydroélectrique est lui aussi important. Contrairement à d'autres régions sibériennes, le tourisme est quasi inexistant dans la région, la seule réserve naturelle étant celle de Magadan. En tout, le PIB régional s'élevait en 2019 à 181,2 milliards de roubles.

## Géographie

### Situation
Couvrant une superficie de 462 464 km2, l'oblast de Magadan est le 11e sujet le plus vaste de Russie, même s'il est plus petit que les 4 sujets qu'il borde ; le kraï de Khabarovsk, la république de Sakha, la Tchoukotka et le kraï du Kamtchatka. il compose 2,7 % du territoire de la fédération de Russie, tout comme 7,5 % du district fédéral extrême-oriental, auquel il appartient. L'oblast de Magadan donne naissance au fleuve Kolyma, et le bassin versant de celui-ci recouvre toute la partie nord de l'oblast.
La région possède un relief assez montagneux et ses deux principaux massifs sont d'une part les monts de la Kolyma dans la partie orientale et de l'autre les monts Tcherski dans la partie orientale. C'est dans une des crêtes de ces derniers que se trouve le plus haut sommet de la région, dans la crête Okhandia (ru) à un sommet sans nom culminant à 2337 mètres. Le second plus haut sommet est le mont Aborigène, dont il fut longtemps pensé que c'était le plus grand.
Plus de 75 % du territoire est composé de paysages de toundra ou de taïga, et son climat est très rigoureux. En ajoutant l'isolement géographique de la région, cela fait que plus de 65 % de la population de l'oblast vit à Magadan ou dans son agglomération (Sokol et Ouptar). Les plaines de la région sont soit celles du bassin fluvial de la Kolyma, soit celles bordant la mer d'Okhotsk.

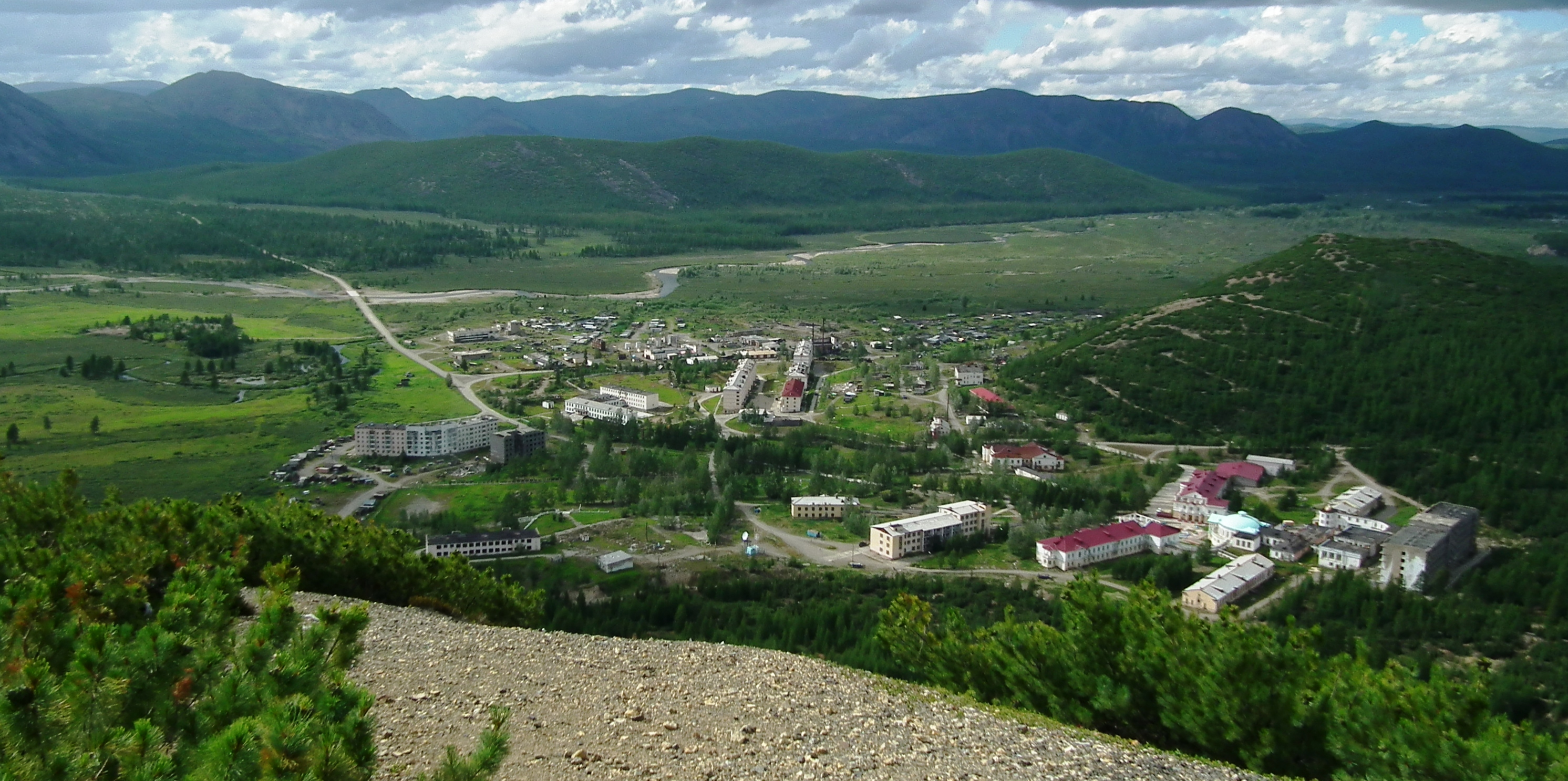
Station thermale de Talaïa.
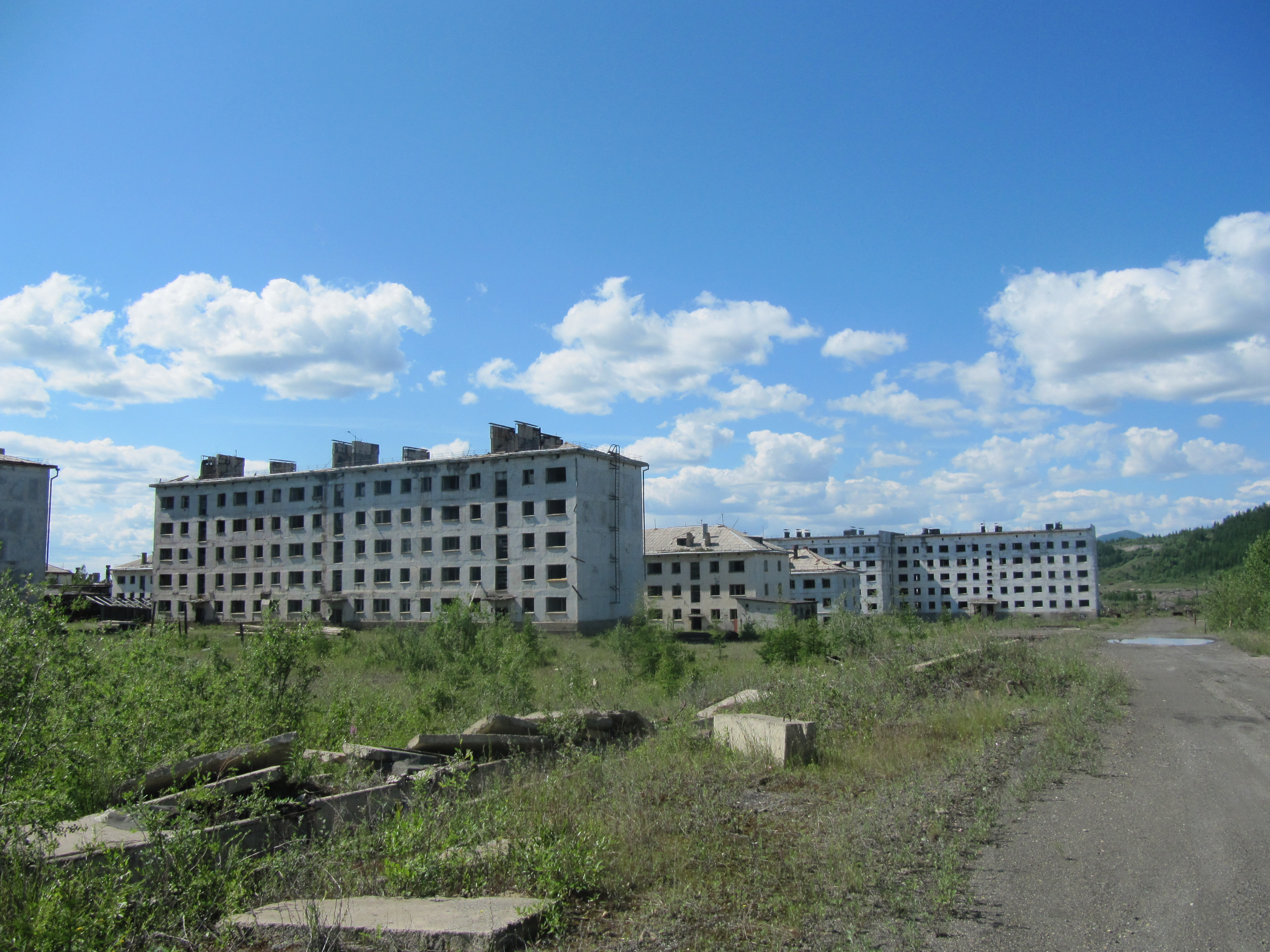
Village quasi-fantôme de Kadyktchan.
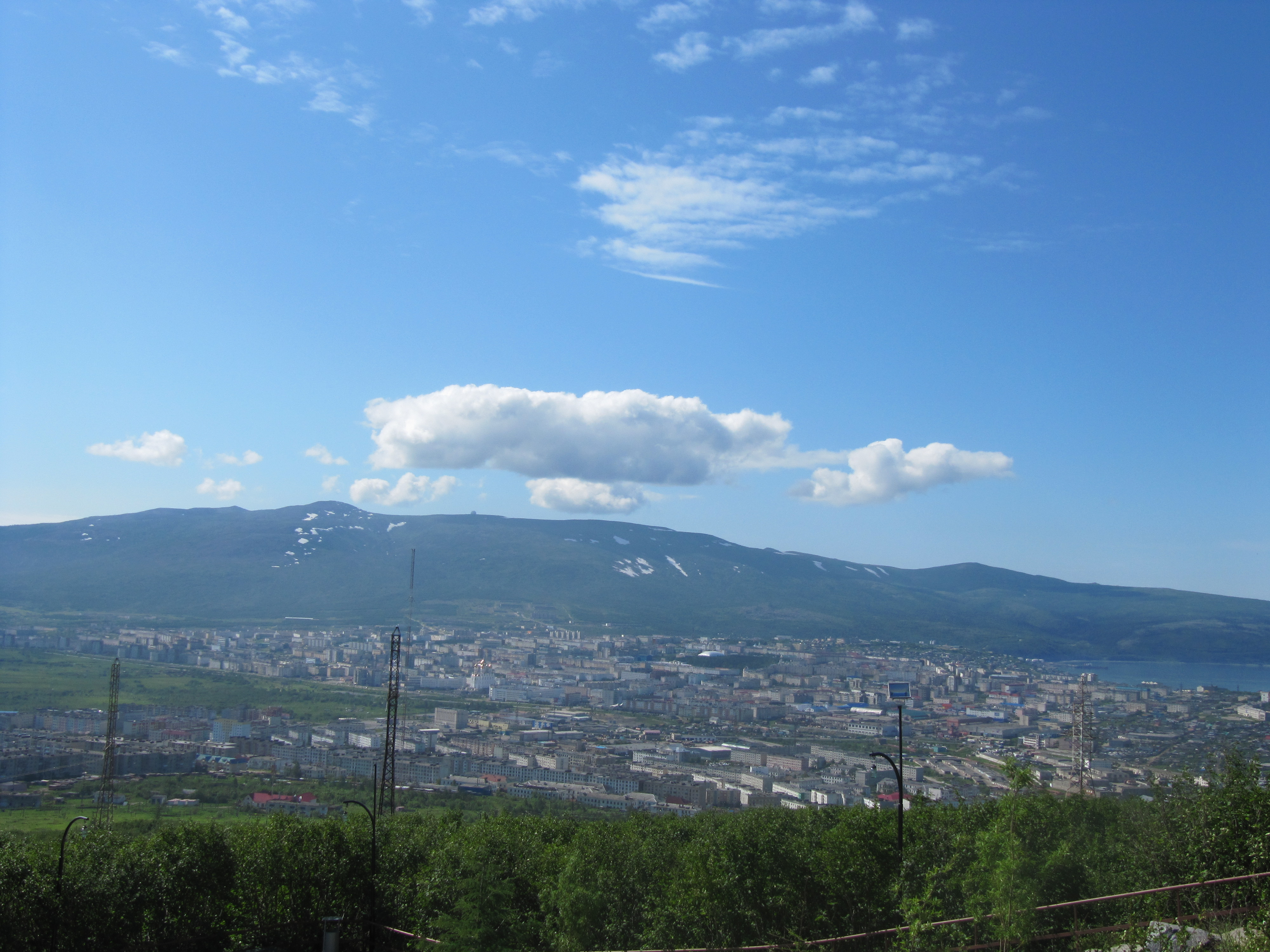
Vue de Magadan avec le mont Martchekan.
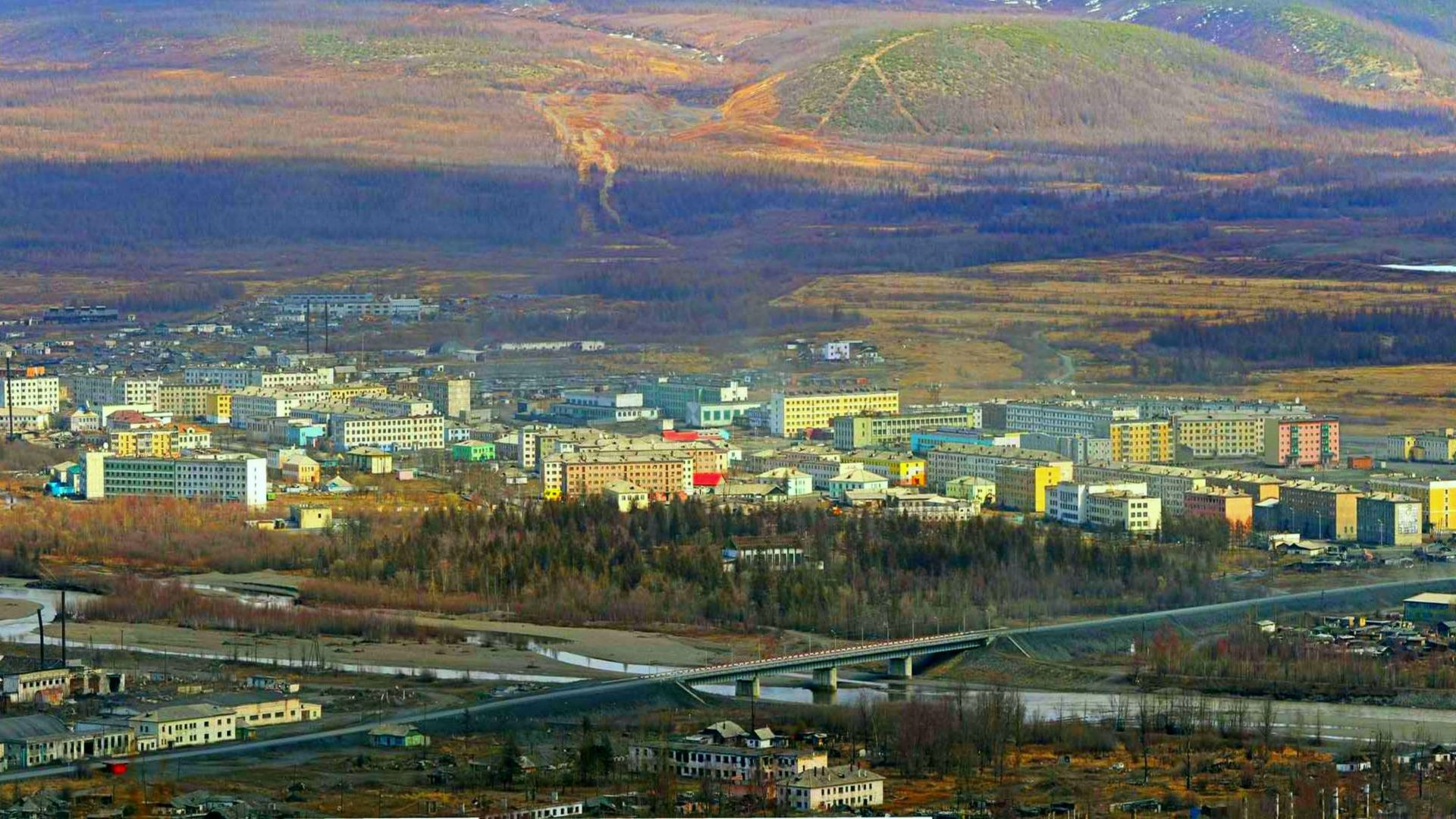
Ville de Soussouman.

### Territoire et relief

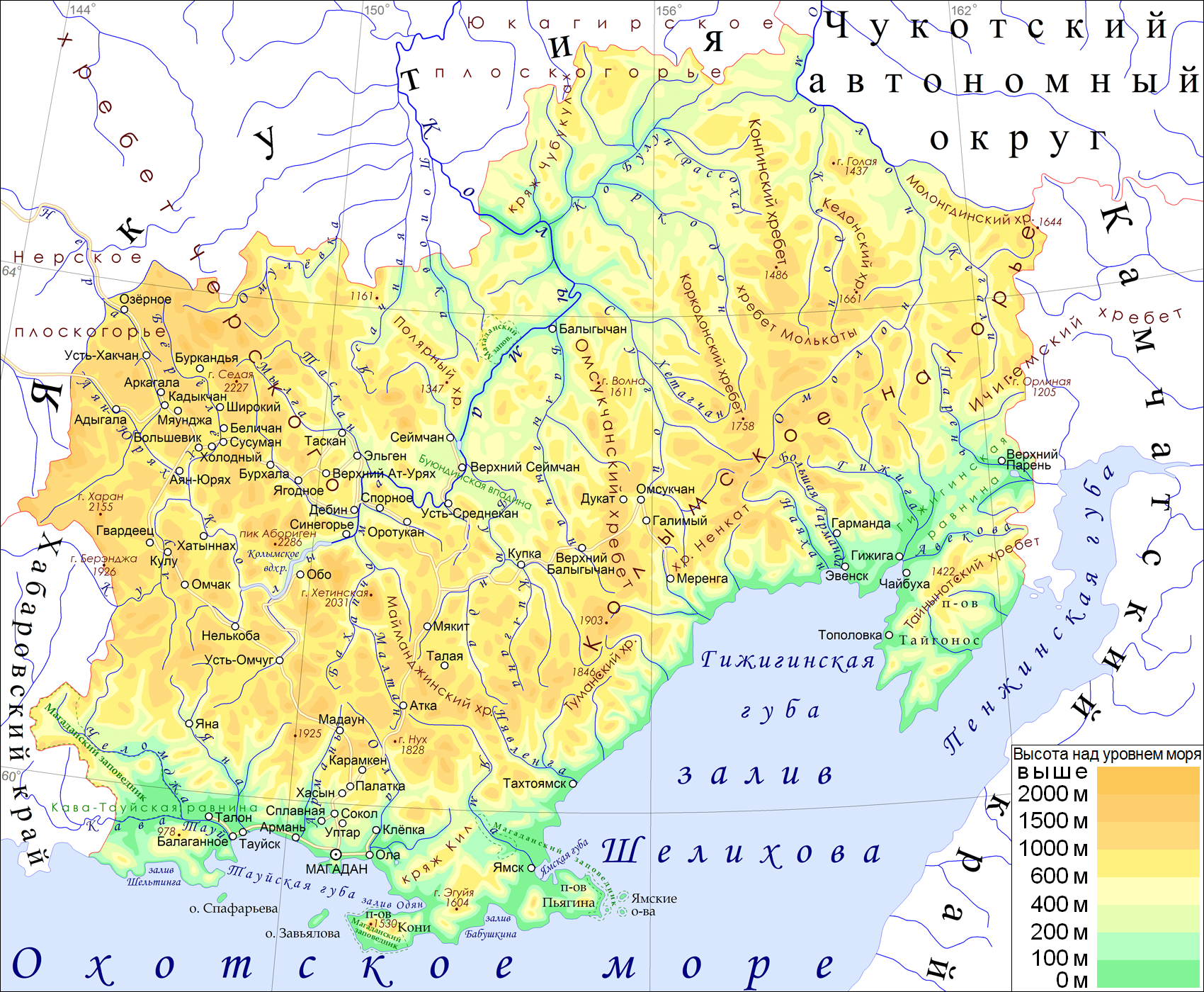
Carte topographique de l'oblast.

Le territoire de l'oblast est contigu avec quatre sujets russes que sont d'ouest en est le kraï de Khabarovsk, la république de Sakha, le district autonome de Tchoukotka et le kraï du Kamtchatka. Au sud, elle est bordée par la mer d'Okhotsk, sa longueur d'ouest en est est de 960 km, 930 du nord au sud. Plus de 80 % de son territoire est montagneux, et l'oblast est composé de crêtes, de monts, de plateaux, de dépressions et de plaines côtières. Ce relief est dû à l'histoire géologique de la région, avec des reliefs créés par sa proximité avec la ceinture de feu. Ensuite, les eaux de surface et les glaciers ont façonné le tout.
Du nord-est jusqu'à la mer d'Okhotsk se trouvent sur une longueur de 1000 kilomètres les monts de la Kolyma, avec comme sommet le mont Omsouktchan avec ses 1962 mètres. Aussi nommé Gouidan, il dispose de trois grandes crêtes parallèles du sud au nord ; celle d'Omsouktchan ; de Korkodon et de Kongin. Le sud est le plus élevé, avec des altitudes moyennes de 1500 mètres, et la toundra avec des arbustes caractérise la zone, tandis que les forêts de mélèzes occupent les vallées. Elle sépare les bassins versants de la Kolyma d'une part et de la rivière Anadyr d'autre part.
Dans la partie nord-ouest se trouve une partie des monts Tcherski, qui s'étendent surtout en Iakoutie voisine. Son plus haut sommet se situe dans la crête Okhandia (ru), avec un sommet sans nom culminant à 2337 mètres, qui fait de lui le sommet de l'oblast. Pendant longtemps, le mont Aborigène fut considéré comme le plus haut avec ses 2 287 m, avant que des études topographiques enlèvent cette distinction.
Dans le nord du raïon Srednekanski, dans le nord de l'oblast se trouvent les Hautes Terres Youkaguirs (en), avec des altitudes comprises entre 300 et 800 mètres.
L'oblast possède de nombreuses péninsules et baies sur son littoral. À l'ouest, le littoral commence avec la péninsule d'Onara, puis la baie Shelting et la péninsule Khmitevski (ru). De là, le littoral entre dans le golfe du Taouï, qui possède plusieurs baies et péninsules. Tout d'abord, il y a la petite baie Motikleïvski (ru), puis la péninsule d'Onatsevitch (ru), la baie d'Amakhton (ru), la baie de Nagaïev, la péninsule de Staritsky, la baie de Gertner, la baie Retchnoï (ru), la péninsule de Béring (ru), la baie d'Odian (ru) et enfin la péninsule de Koni (ru) avec le cap Taran (ru). La péninsule de Koni forme avec la péninsule de Piaguine la grande péninsule de l'oblast où se trouve le point le plus méridional de l'oblast. De cette péninsule se trouve le golfe de Chelikhov, qui commence avec la baie de Guijiguine (en), grande baie avec de toutes petites sur son littoral. Elle se finit avec la péninsule Taïgonos (ru), et le littoral se finit alors avec le golfe de Penjina, avant d'arriver à la frontière avec le kraï du Kamtchatka,.

### Hydrographie
L'oblast de Magadan se divise en deux zones ; le sud où les rivières se jettent dans la mer d'Okhotsk et le nord ; la Kolyma et son bassin versant. Il y a environ 250 000 rivières, avec une longueur cumulée de plus de 380 000 kilomètres, souvent des petites rivières et ruisseaux. Le principal cours d'eau est le fleuve Kolyma, qui est navigable à partir d'Oust-Srednekan, une fois le barrage de cette localité passé. Un autre barrage existe d'ailleurs près de Sinégorié.
Parmi les principaux affluents de la Kolyma, il y a Bouïounda, la Balyguitchan, la Sougoï, la Korkodon, l'Omolon et l'Aniouï sur sa rive droite. Sur sa rive gauche, on retrouve la Popovka, l'Iassatchnaïa, l'Ochoguina ou encore la Sededema.
Outre cette rivière, on retrouve plusieurs fleuves côtiers qui se jettent dans la mer d'Okhotsk ; avec parmi eux d'ouest en est ; le Taouï (ru), la Iana (ru), l'Arman (ru), l'Ola (ru), la Yama ou bien la Guijigua (rivière) (en)
Il y a aussi plus de 24 600 lacs dans la région, dont 24 500 ayant une superficie inférieure à 1 km2. Cumulés, tous les lacs ont une superficie d'environ 2000 km2. Le lac le plus célèbre est le lac Jack London ainsi que son petit frère le lac des Ombres dansantes (ru). À tout cela il faut ajouter le réservoir de la Kolyma, lac artificiel d'une superficie de 61 500 km2.

Enfin, 10,41 % du territoire de la région est humide, avec des marécages et tourbières, soit 48 154 km2.

Hydrographie de l'oblast de Magadan :
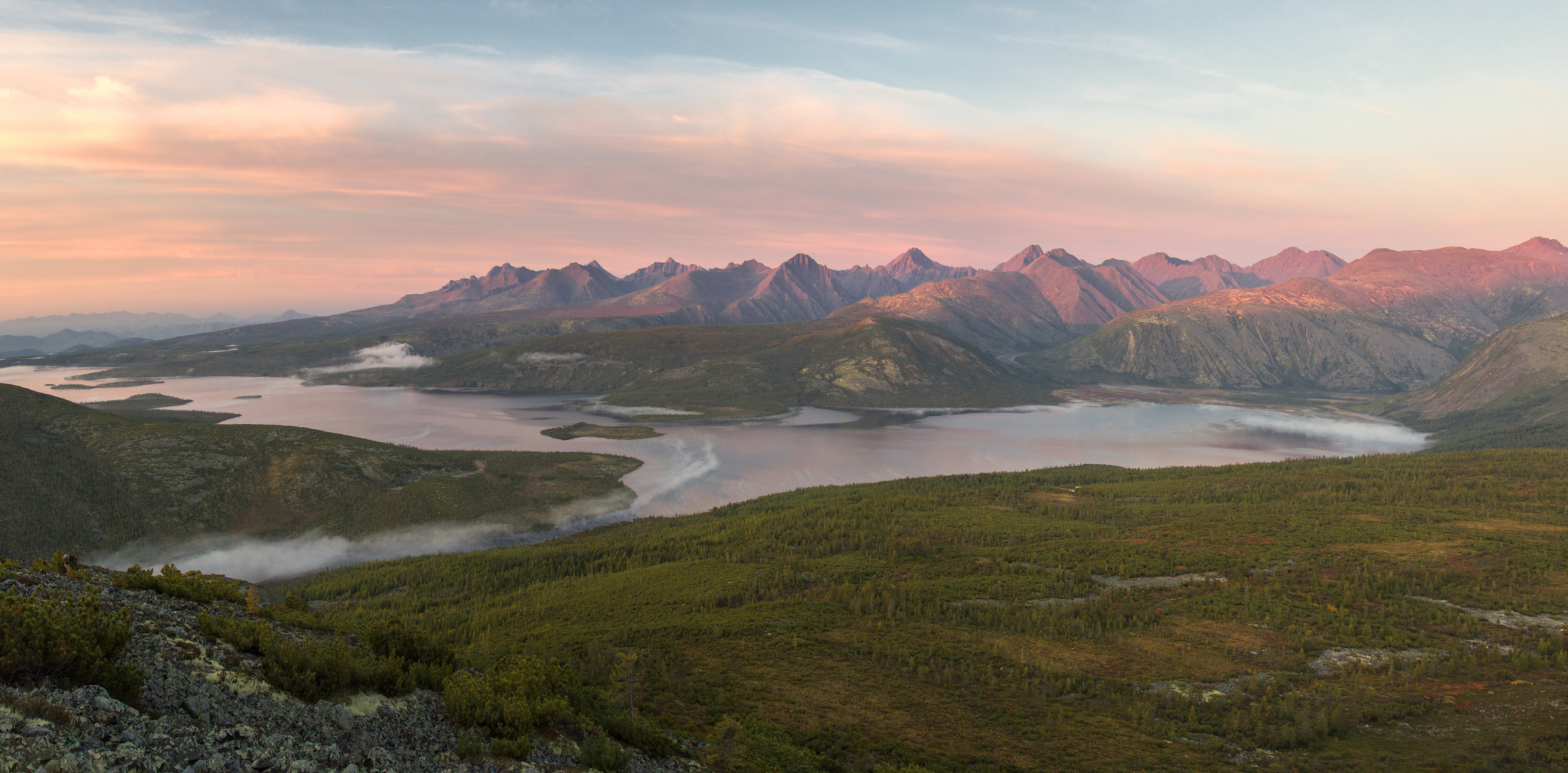
Le lac Jack London avec la crête d'Anngatchak en arrière-plan.
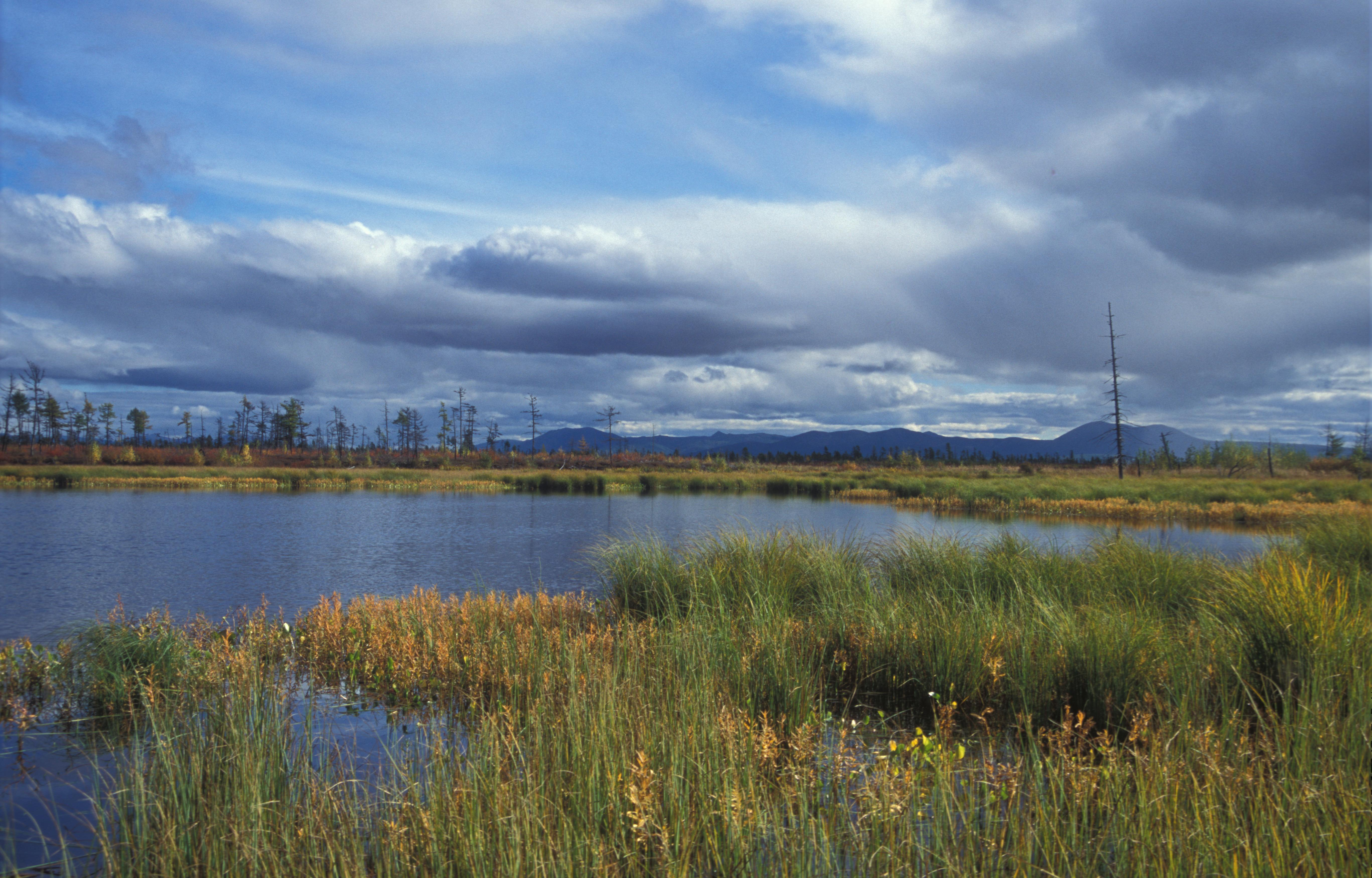
Marécages de la réserve naturelle de Magadan.
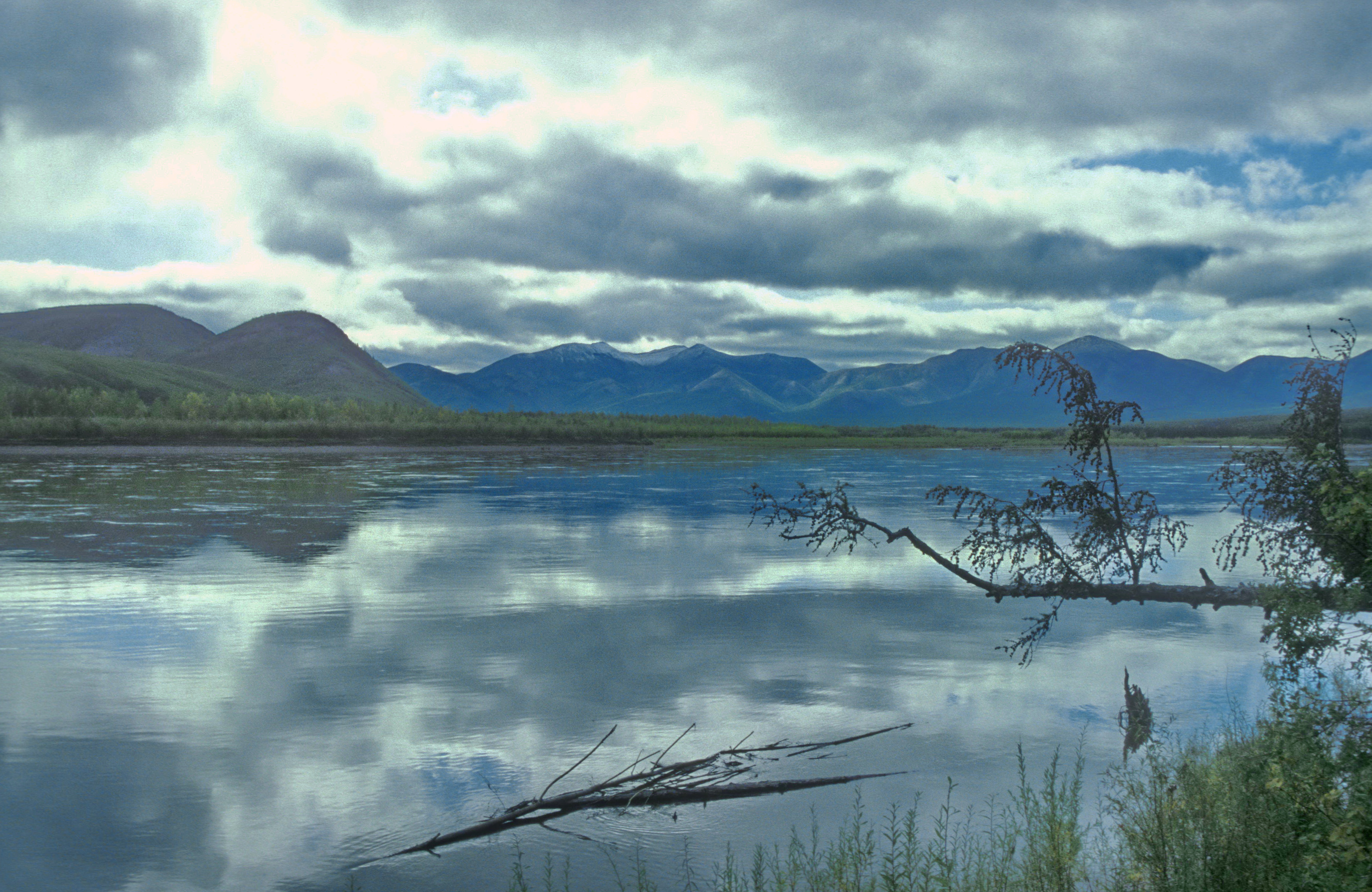
Fleuve Kolyma dans le nord de l'oblast.

### Climat
Le climat de la région est fortement continental, et il est caractérisé par des conditions climatiques extrêmes, même pour la Sibérie, ce qui fait qu'elle est classée aux régions de l'Extrême-nord. Des vents froids soufflent toute l'année, ayant un fort impact sur les températures. La température annuelle moyenne est de -2,8°C, avec une moyenne atteignant les -14°C dans le bassin de la Kolyma. En moyenne, il y a entre 200 et 240 jours avec de la neige par an. Mais le climat est plus clément quand l'on s'approche des côtes. Les précipitations vont de 600 mm par an sur la côte à environ 350–400 mm dans les terres.
En hiver, qui dure de 5 à 7,5 mois en général, voire 9 mois, le climat est très rigoureux. Sur la côte, il est le plus court alors que dans le nord il est supérieur aux 7 mois. Cette période est marquée par les blizzards venant du nord, une couverture neigeuse importante et des températures basses. Dans certaines régions, les températures peuvent descendre sous les -40°C voire -50°C. La température moyenne en janvier est de -32°C dans la bassin de la Kolyma (record absolu aux -60°C), de -19°C sur la côte, avec un minimum absolu là de -45°C. Les vents peuvent être très forts, avec parfois plus de 40 m/s, tandis que la couverture neigeuse est habituellement de 60 à 80 cm dans la Kolyma, et de 40 cm sur la côte. Les avalanches ne sont pas rares en montagnes à cause de ces importantes accumulations. Cependant, c'est l'hiver qui est la période la plus ensoleillée, grâce à un puissant anticyclone froid.
Le printemps, qui arrive vers mai, voit la neige fondre, avec des températures qui remontent un peu. C'est à ce moment-là que les rivières se libèrent de la glace.
L'été dure de la mi-juillet à la fin août, et il est à la fois frais, humide, avec des brouillards et des pluies torrentielles fréquentes. Cette météo est due aux vents froids apportant des nuages venant de la mer d'Okhotsk, chargés d'eau. La température moyenne à cette période est de 10 à 15°C. Le mois le plus chaud est juillet dans la partie continentale, avec des températures entre 12 et 15°C, et août pour les parties littorales, avec des températures comprises entre 10 et 12°C. Les pointes peuvent dépasser les 30°C, avec un record absolu de 35°C à Soussouman en 2010. Il peut cependant avoir des gelées jusqu'à -7°C en été. Pour les brouillards, ils sont en moyenne présents 10 à 20 jours par mois, et les orages environ 10 jours par mois.
L'automne est assez court, et les précipitations de l'été sont toujours présentes, apportées par des vents forts, mais à la fois sous forme de pluie et de neige, avec des orages,,.

## Urbanisme

### Voies de communication et transports
Fin 2022, selon Rosstat, la longueur totale des voies publiques dans l'oblast de l'Amour est de 2 698,3 km, dont 834,0 km de routes d'importance fédérales, 1 167,3 km de routes d'importance régionale et 697,0 km de routes d'importance locale. La longueur des routes à revêtement dur est de 2 583,9 km (77,5 % du total), tandis que la densité des voies publiques est de 35 km / 10 000 km2 dans l'oblast.

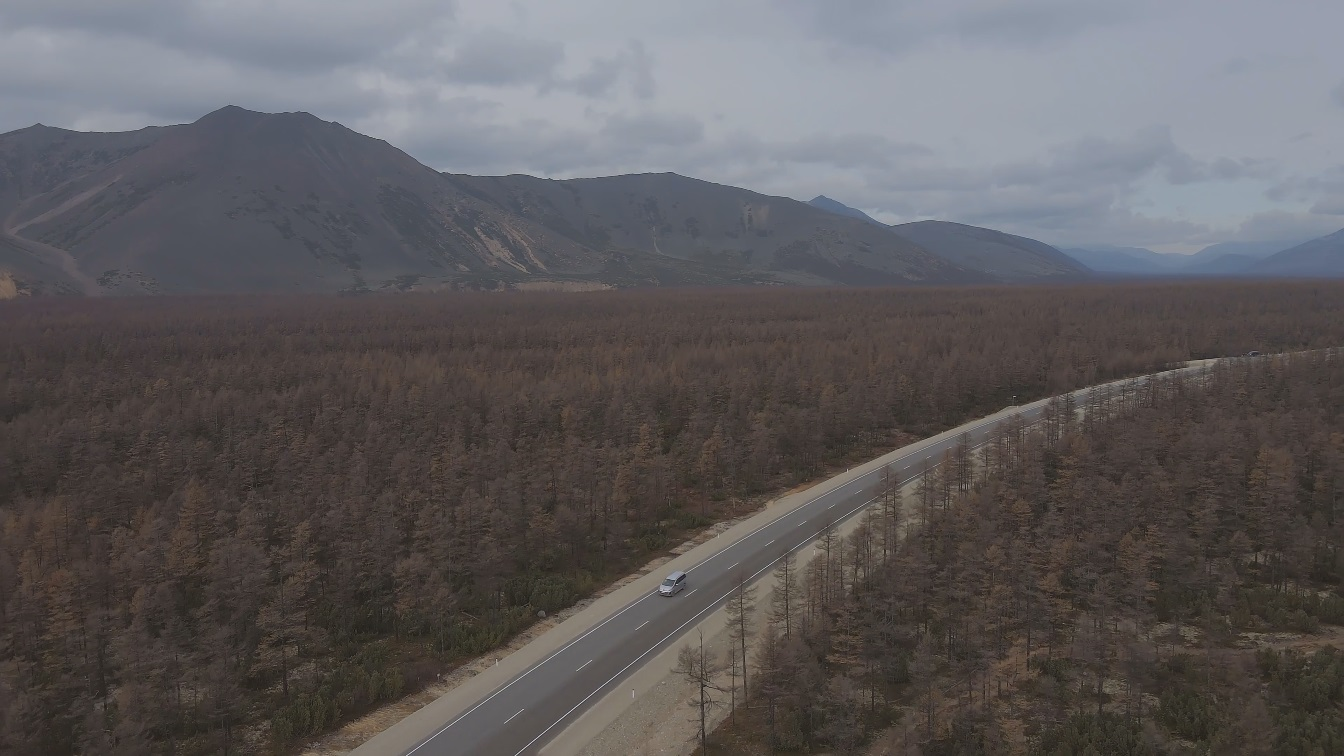
Route R504 Kolyma rénovée.

L'oblast de Magadan dispose d'un réseau de transport très peu développé, dû d'une part par le développement faible de la région et d'autre part par son enclavement géographique, mais aussi par les conditions climatiques extrêmes de la région. Ainsi, le réseau de transport a dû se développer en faisant face à beaucoup de contraintes, comme le froid extrême, le pergélisol ou bien le manque de main d'œuvre.
Le principal axe de transport de l'oblast est la route fédérale R504 Kolyma, longue de 1 961 km, qui relie Magadan et les principales localités à la Yakoutie et au reste de la Russie. Le reste du réseau routier se compose de routes (comme la route d'Anadyr) reliant les différents villages à la R504, auquel s'ajoutent 315 km de routes d'hiver.
Malgré les ressources minérales importantes, il n'existe à ce jour aucun réseau ferroviaire dans la région, bien que le gouverneur de la région ait annoncé son intention d'en construire un reliant Magadan à la Magistrale Amour-Iakoutie. La construction jusqu'à Magadan devrait commencer courant 2023, selon une annonce faite en 2022, avec une date d'achèvement prévue en 2035, et un budget estimé à 1,6 milliard de roubles.

Carte du projet, avec l'extension possible vers le Kamtchatka.

Le transport des marchandises est en grande partie assuré par le transport fluvial, avec des voies navigables comme la Kolyma et ses affluents. Hors transport maritime, il transporte 40 % des marchandises vers ou hors de la région, et plus de 70 % des marchandises dans la région. Le port de Magadan est quant à lui la porte d'entrée des marchandises dans la région avec près de 99 % des marchandises importées ou exportées y passant.
En 2022, alors que la Russie est en pleine rénovation des routes, le réseau routier de l'oblast mesure 1074,6 kilomètres, avec un financement fédéral de 96,49 millions de roubles auquel s'ajoute un autre apport fédéral de 219,04 millions. L'asphaltement et le pavage des routes est de plus en plus important chaque année, avec comme principal objectif de finir de paver la R504, seule route liant l'oblast au reste de la Russie.

### Répartition des terres
La répartition des terres selon le rapport d'État « Sur l'état et la protection de l'environnement de la fédération de Russie en 2022 » du ministère des Ressources naturelles et de l'Environnement russe est, selon les catégories du code foncier russe, la suivante:
| Répartition                                  | 2022 (mille ha) | 2022 (%) |
| -------------------------------------------- | --------------- | -------- |
| Terres agricoles                             | 302,7           | 0,7      |
| Terres des localités                         | 81,7            | 0,2      |
| Terres d'industrie et autres fins spéciales  | 64,8            | 0,1      |
| Terres de territoires et des objets protégés | 884,2           | 1,9      |
| Terres du fonds forestier                    | 44 571,0        | 96,4     |
| Terres du fonds aquatique                    | 70,5            | 0,1      |
| Terres de réserve                            | 271,5           | 0,6      |
| Total                                        | 46 246,4        | 100      |

## Histoire
L'oblast de Magadan a été institué le 3 décembre 1953 dans ce qu'on appelait alors populairement la Kolyma. Les ressources considérables du sous-sol en matières premières, notamment la richesse des filons d'or et d'argent, les veines d'étain, et les dépôts de tungstène, poussèrent les autorités soviétiques sous Staline à charger l'organisation Dalstroï à développer le creusement des mines et l'aménagement des réseaux de transport en exploitant la main d’œuvre du Goulag.
Puis à la mort de Staline, la dissolution de Dalstroï poussa l'administration régionale à reprendre ces responsabilités. La première tâche fut de remplacer le travail forcé par des emplois salariés, la main d’œuvre étant attirée par les perspectives d'expansion économique rapide de la région, en particulier les mines d'or.
Le district autonome de Tchoukotka était autrefois subordonné administrativement à l’Oblast de Magadan, mais il a proclamé son autonomie en 1991.

## Politique et administration

### Tendances politiques
D'après un article de RBK de 2020, l'oblast de Magadan serait le sujet russe le plus défavorable envers Vladimir Poutine. Le journal s'appuie sur les résultats d'une enquête secrète commandée par l'administration présidentielle. Seules 36 % des personnes interrogées seraient prêtes à voter Vladimir Poutine, alors que la moyenne russe serait de 48 %. En cause, les difficultés rencontrées en Extrême-Orient, région minée par le chômage, même si des projets miniers sont ces dernières années mis en œuvre.
L'oblast forme une seule circonscription électorale, la circonscription de Magadan.
| Scrutin                    | 1er tour | 1er tour | 1er tour | 1er tour | 1er tour | 1er tour | 1er tour | 1er tour | 1er tour | 1er tour | 1er tour | 1er tour | 2d tour                  | 2d tour                  | 2d tour                  | 2d tour                  | 2d tour                  | 2d tour                  | 2d tour                  | 2d tour                  |
| Scrutin                    | 1er      | 1er      | %        | 2e       | 2e       | %        | 3e       | 3e       | %        | 4e       | 4e       | %        | 1er                      | %                        | 2e                       | %                        | 3e                       | %                        | 4e                       | %                        |
| -------------------------- | -------- | -------- | -------- | -------- | -------- | -------- | -------- | -------- | -------- | -------- | -------- | -------- | ------------------------ | ------------------------ | ------------------------ | ------------------------ | ------------------------ | ------------------------ | ------------------------ | ------------------------ |
| Présidentielle 2012        |          | ER       | 56.25    |          | KPRF     | 20.01    |          | LDPR     | 9.71     |          | SE       | 9,18     | Victoire au premier tour | Victoire au premier tour | Victoire au premier tour | Victoire au premier tour | Victoire au premier tour | Victoire au premier tour | Victoire au premier tour | Victoire au premier tour |
| Législative régionale 2013 |          | ER       | 73,11    |          | KPRF     | 14,84    |          | LDPR     | 5,32     |          | SRZP     | 4,57     | Tour unique              | Tour unique              | Tour unique              | Tour unique              | Tour unique              | Tour unique              | Tour unique              | Tour unique              |
| Gouvernorale 2015          |          | ER       | 57,71    |          | KPRF     | 13,54    |          | LDPR     | 11,44    |          | SRZP     | 9,95     | Victoire au premier tour | Victoire au premier tour | Victoire au premier tour | Victoire au premier tour | Victoire au premier tour | Victoire au premier tour | Victoire au premier tour | Victoire au premier tour |
| Législative 2016           |          | ER       | 44,69    |          | LDPR     | 19,15    |          | KPRF     | 14,84    |          | SRZP     | 7,72     | Tour unique              | Tour unique              | Tour unique              | Tour unique              | Tour unique              | Tour unique              | Tour unique              | Tour unique              |
| Présidentielle 2018        |          | ER       | 72.30    |          | KPRF     | 14.07    |          | LDPR     | 8,34     |          | GRANI    | 1.36     | Victoire au premier tour | Victoire au premier tour | Victoire au premier tour | Victoire au premier tour | Victoire au premier tour | Victoire au premier tour | Victoire au premier tour | Victoire au premier tour |
| Gouvernorale 2018          |          | ER       | 81,59    |          | KPRF     | 10,11    |          | LDPR     | 4,67     |          | GP       | 1,63     | Victoire au premier tour | Victoire au premier tour | Victoire au premier tour | Victoire au premier tour | Victoire au premier tour | Victoire au premier tour | Victoire au premier tour | Victoire au premier tour |
| Législative régionale 2020 |          | ER       | 58,32    |          | LDPR     | 11,61    |          | KPRF     | 10,31    |          | SRZP     | 7,25     | Tour unique              | Tour unique              | Tour unique              | Tour unique              | Tour unique              | Tour unique              | Tour unique              | Tour unique              |
| Législative 2021           |          | ER       | 50.08    |          | KPRF     | 20.67    |          | LDPR     | 8,95     |          | NL       | 5.23     | Tour unique              | Tour unique              | Tour unique              | Tour unique              | Tour unique              | Tour unique              | Tour unique              | Tour unique              |
| Gouvernorale 2023,         |          | ER       | 72.51    |          | KPRF     | 10.66    |          | LDPR     | 8.68     |          | SRZP     | 5.77     | Victoire au premier tour | Victoire au premier tour | Victoire au premier tour | Victoire au premier tour | Victoire au premier tour | Victoire au premier tour | Victoire au premier tour | Victoire au premier tour |

### Administration

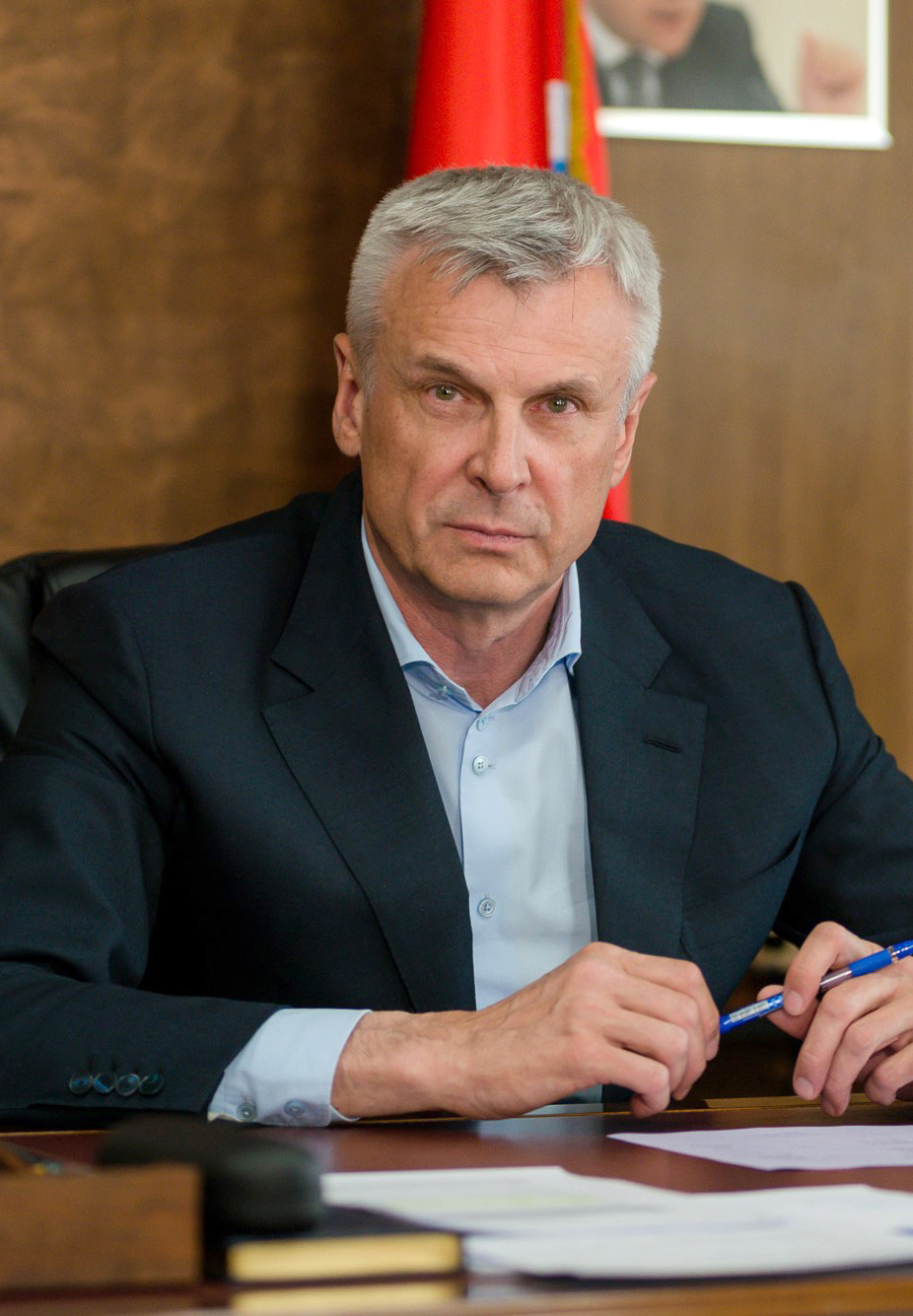
Le gouverneur actuel Sergueï Nosov.

Le gouverneur de l'oblast de Magadan est élu au scrutin uninominal majoritaire à deux tours pour un mandat de cinq ans, sauf si un candidat dépasse les 50 % au premier tour. Il détient le pouvoir exécutif, il est chargé de nommer, avec l'accord de l'assemblée, le gouvernement de l'oblast. Il ne peut occuper plus de deux mandats consécutifs. Il a le pouvoir de dissoudre l'assemblée législative, sauf s'il est nommé par intérim, et c'est lui qui dirige le gouvernement et nomme les ministres. Lorsqu'un gouverneur démissionne, c'est le président de la Russie qui est chargé d'en nommer un par intérim. Les dernières élections (ru), qui ont eu lieu en 2018 de manière anticipée, ont vu Sergueï Nosov, le gouverneur par intérim l'emporter avec 81,59 % des suffrages exprimés au premier tour.

L'assemblée législative est le pouvoir législatif du territoire, et elle est composée d'un total de 21 sièges renouvelés tous les cinq ans, dont 11 sièges au scrutin uninominal majoritaire à un tour dans autant de circonscriptions électorales, et 14 au scrutin proportionnel plurinominal. Aux dernières élections (ru) en 2020, Russie unie a remporté 16 sièges, par le parti libéral-démocrate et Russie juste, chacun avec deux sièges, puis des communistes avec un siège.

Résultats des élections de 2018 et de 2020.
Élection gouvernorale.
Composition de la douma régionale depuis 2020.

| Période           | Période           | Identité                | Étiquette   | Qualité                                              |
| ----------------- | ----------------- | ----------------------- | ----------- | ---------------------------------------------------- |
| 24 octobre 1991   | 15 novembre 1996  | Viktor Mikhaïlov (en)   | Indépendant | Ingénieur                                            |
| 15 novembre 1996  | 18 octobre 2002   | Valentin Tsvetkov (en)  | Indépendant | Sénateur                                             |
| 23 mai 2007       | 28 février 2013   | Nikolaï Doudov (en)     | Russie unie | Nommé par intérim                                    |
| 28 février 2013   | 3 février 2013    | Nikolaï Doudov          | Russie unie | Représentant plénipotentiaire de l'oblast de Magadan |
| 20 mars 2019      | 18 septembre 2013 | Vladimir Petchyony (en) | Russie unie | Nommé par intérim                                    |
| 18 septembre 2013 | 28 mai 2018       | Vladimir Ilyoukhin      | Russie unie | Maire de Magadan                                     |
| 28 mai 2018       | 13 septembre 2018 | Sergueï Nosov (en)      | Russie unie | Nommé par intérim                                    |
| 13 septembre 2018 | En cours          | Sergueï Nosov           | Indépendant | Vice-gouverneur de l'oblast de Sverdlovsk            |

### Divisions administratives

Carte des raïons de l'oblast de Magadan.

L'oblast de Magadan est divisé administrativement en neuf raïons et en une ville d'importance régionale.
Il y a au niveau des localités une ville d'importance de raïon (Soussouman), 23 communes urbaines ainsi que 54 villages.
Depuis 2023, toutes les subdivisions de l'oblast mis à part la ville de Magadan sont devenus des okrougs municipaux, c'est-à-dire que les localités n'ont pas de maires ou de douma municipale, le pouvoir municipal est exercé au niveau du raïon.
| N°                            | Subdivision           | Nom russe       | Centre administratif | Superficie (km²) | Population (2021) |
| Raïons                        | Raïons                | Raïons          | Raïons               | Raïons           | Raïons            |
| ----------------------------- | --------------------- | --------------- | -------------------- | ---------------- | ----------------- |
| 2                             | Raïon d'Ola           | Ольский         | Ola                  | 75800            | 8601              |
| 3                             | Raïon d'Omsouktchan   | Омсукчанский    | Omsouktchan          | 60400            | 4543              |
| 4                             | Raïon du Nord-Evensk  | Северо-Эвенский | Evensk               | 102000           | 1581              |
| 5                             | Raïon de la Srednekan | Среднеканский   | Seïmtchan            | 91800            | 2275              |
| 6                             | Raïon de Soussouman   | Сусуманский     | Soussouman           | 46800            | 6458              |
| 7                             | Raïon de la Tenka     | Тенькинский     | Oust-Omtchoug        | 35600            | 3216              |
| 8                             | Raïon de la Khassyne  | Хасынский       | Sobolevo             | 19300            | 6823              |
| 9                             | Raïon de Iagodnoïe    | Ягоднинский     | Iagodnoïe            | 29600            | 6238              |
| Villes d'importance régionale |                       |                 |                      |                  |                   |
| 1                             | Magadan               | Магадан         | Magadan              |                  | 96 350            |

## Carte interactive des subdivisions de l'oblast de Magadan

### Localités de l'oblast
- Capitale administrative :
  - Magadan (Магадан)

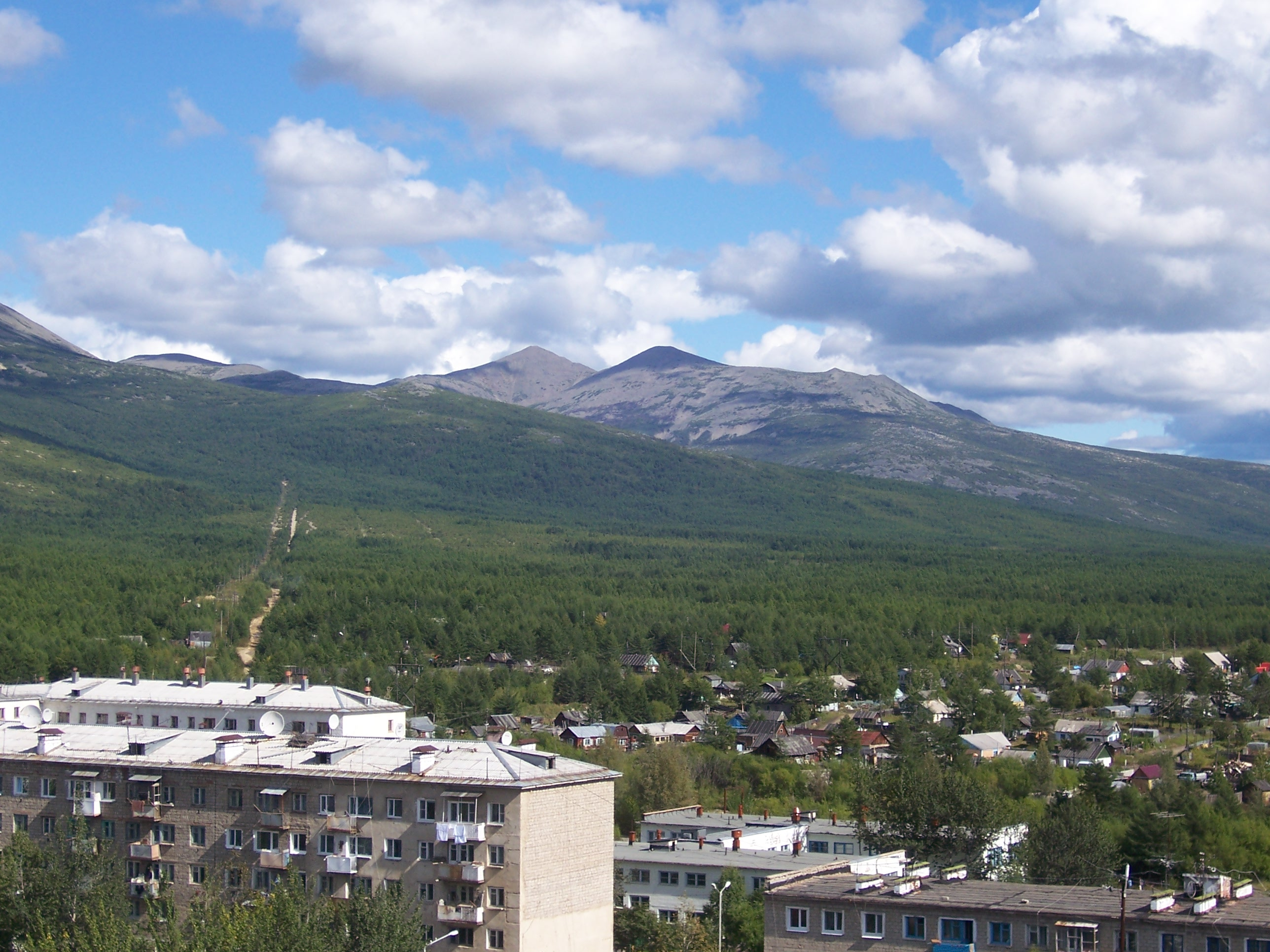
Commune de Sokol.

    - Communes urbaines sous juridiction de la ville :
      - Sokol (Сокол)Commune de Sokol.
      - Ouptar (Уптар)
- Raïons :
  - Raïon de la Khassyne (Хасынский)
    - Communes urbaines sous juridiction du raion :
      - Atka (Атка)Village abandonné d'Atka.
      - Karamken (Карамкен)
      - Palatka (Палатка)
      - Stekolny (Стекольный)
      - Talaïa (Талая)

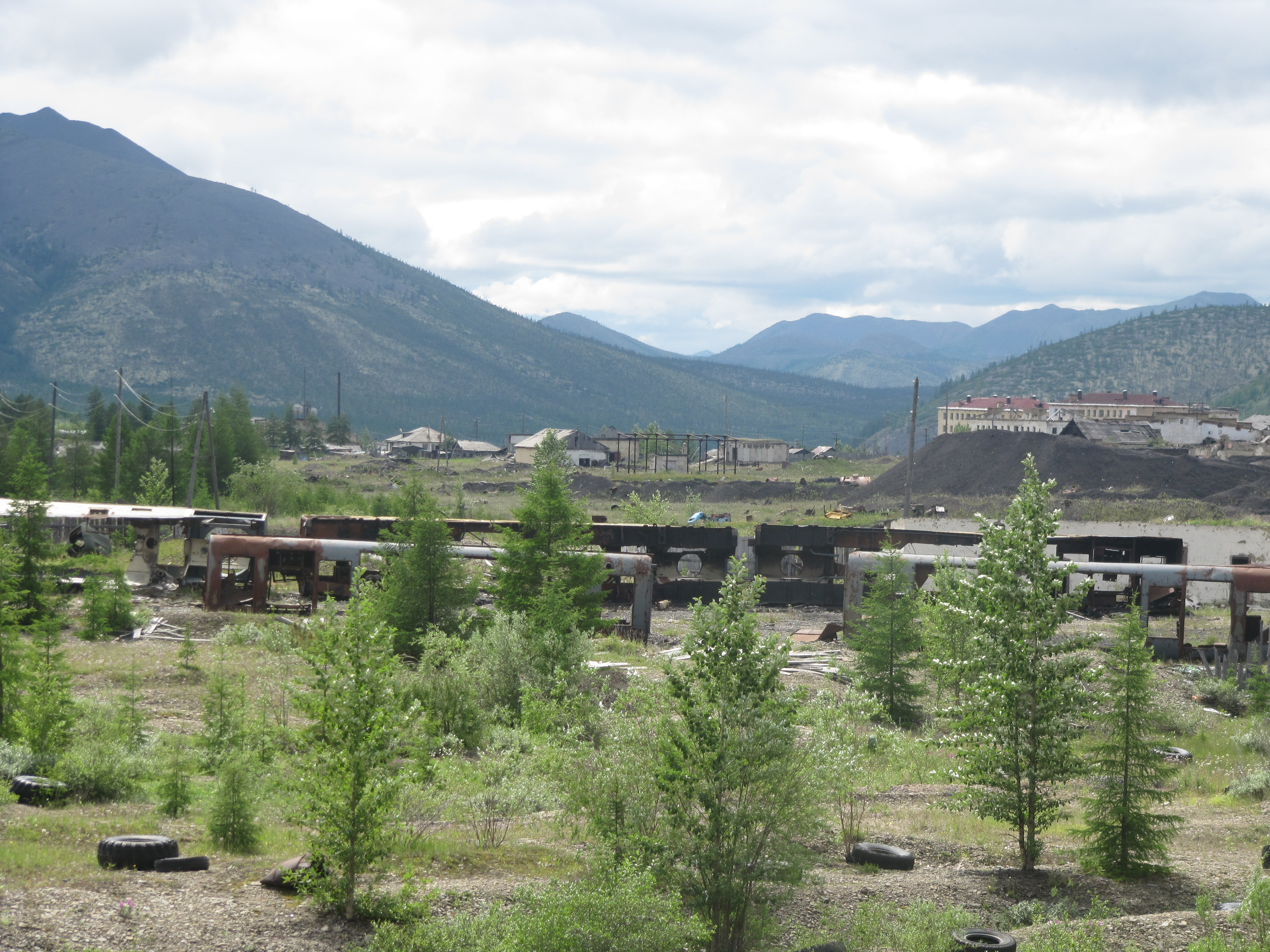
Village abandonné d'Atka.

    - et un selsovet sous juridiction du raion.

  - Ola (Ольский)
    - Communes urbaines sous juridiction du raion :
      - Arman (Армань)
      - Ola (Ола)

    - et 7 selsovets sous juridiction du raion.

  - Omsouktchan (Омсукчанский)
    - Communes urbaines sous juridiction du raion :
      - Doukat (Дукат)
      - Galimy (Галимый)
      - Omsouktchan (Омсукчан)

    - et 2 selsovets sous juridiction du raion.

  - Nord-Evensk (Северо-Эвенский)
    - Communes urbaines sous juridiction du raion :
      - Evensk (Эвенск)

    - et 5 selsovets sous juridiction du raion.

  - Srednekan (Среднеканский)
    - Communes urbaines sous juridiction du raion :
      - Seïmtchan (Сеймчан)

    - et 4 selsovets sous juridiction du raion.

  - Soussouman (Сусуманский)
    - villes sous juridiction du raion :
      - Soussouman (Сусуман)

    - Communes urbaines sous juridiction du raion :
      - Belitchan (Беличан)
      - Bolchevik (Большевик)
      - Kadykchan (Кадыкчан)
      - Kholodny (Холодный)
      - Miaounja (Мяунджа)
      - Chiroki (Широкий)

    - et un selsovet sous juridiction du raion.

  - Tenka (Тенькинский)
    - Communes urbaines sous juridiction du raion :
      - Oust-Omtchoug (Усть-Омчуг)

    - et 6 selsovets sous juridiction du raion.

  - Iagodinsky (Ягоднинский)
    - Communes urbaines sous juridiction du raion :
      - Bourkhala (Бурхала)
      - Debine (Дебин)
      - Orotoukan (Оротукан)
      - Sinégorié (Синегорье)
      - Spornoïe (Спорное)
      - Verkhni At-Ouriakh (Верхний Ат-Урях)
      - Iagodnoïe (Ягодное)

    - et 3 selsovets sous juridiction du raion.

## Population et société

### Ethnies
Les peuplades indigènes de la région : les Evenes, les Koryaks, les Ioupiks, les Tchouktches, les Orotches, les Tchouvanes et les Itelmènes, qui vivaient traditionnellement de pêche en mer d'Okhotsk, ou de l'élevage du renne dans la vallée de la Kolyma, subirent les méfaits de l’industrialisation ; en contrepartie, ils bénéficiaient de l'aide sociale des institutions jusqu'à leur dissolution en 1987 dans le cadre de la Perestroïka : c'est ainsi qu'aujourd'hui ces minorités sont durement touchées par le chômage.

### Démographie
Recensements (*) ou estimations de la population,:
| 1959*   | 1970*   | 1979*   | 1989*   | 1990    |
| ------- | ------- | ------- | ------- | ------- |
| 235 578 | 352 481 | 465 704 | 542 868 | 383 000 |

| 1992    | 1994    | 1996    | 1998    | 2000    |
| ------- | ------- | ------- | ------- | ------- |
| 363 000 | 307 000 | 258 000 | 246 000 | 232 800 |

| 2001    | 2002*   | 2003    | 2005    | 2006    |
| ------- | ------- | ------- | ------- | ------- |
| 227 200 | 182 726 | 182 700 | 174 700 | 171 600 |

| 2007    | 2008    | 2010*   | 2011    | 2012    |
| ------- | ------- | ------- | ------- | ------- |
| 168 500 | 165 800 | 156 996 | 156 500 | 154 500 |

| 2013    | 2014    | 2015    | 2016    | 2017    |
| ------- | ------- | ------- | ------- | ------- |
| 152 400 | 150 300 | 148 100 | 146 345 | 145 600 |

| 2018    | 2019    | 2020    | 2021*   | 2022    |
| ------- | ------- | ------- | ------- | ------- |
| 144 100 | 141 200 | 140 149 | 136 085 | 135 907 |

#### Statistiques vitales en2008
Taux de fertilité : 1,344 enfants par femme (2008)
- Taux de fertilité urbain : 1,300 enfants par femme (2008)
- Taux de fertilité rural : 5,879 enfants par femme (2008)
- Mortalité infantile : 14,2 ‰ (2007)
- Mortalité infantile urbaine : 12,9 ‰ (2007)
- Mortalité infantile rurale : 34,8 ‰ (2007) (record pour la Russie).

#### Statistiques vitales en2012
- Naissances: 1 917 (12,4 ‰)
- Décès: 1 943 (12,6 ‰)[37],[33]:

| Année | Fécondité | Fécondité urbaine | Fécondité rurale |
| ----- | --------- | ----------------- | ---------------- |
| 1990  | 1,89      | 1,83              | 2,56             |
| 1991  | 1,71      | 1,63              | 2,65             |
| 1992  | 1,46      | 1,35              | 2,77             |
| 1993  | 1,30      | 1,20              | 2,61             |
| 1994  | 1,23      | 1,14              | 2,54             |
| 1995  | 1,22      | 1,12              | 3,08             |
| 1996  | 1,23      | 1,15              | 2,94             |
| 1997  | 1,24      | 1,20              | 2,08             |
| 1998  | 1,30      | 1,26              | 1,91             |
| 1999  | 1,21      | 1,20              | 1,41             |
| 2000  | 1,25      | 1,23              | 1,54             |
| 2001  | 1,29      | 1,26              | 1,61             |
| 2002  | 1,37      | 1,36              | 1,54             |
| 2003  | 1,40      | 1,39              | 1,63             |
| 2004  | 1,43      | 1,41              | 2,07             |
| 2005  | 1,36      | 1,34              | 2,24             |
| 2006  | 1,32      | 1,31              | 1,85             |
| 2007  | 1,35      | 1,31              | 2,26             |
| 2008  | 1,35      | 1,33              | 2,06             |
| 2009  | 1,52      | 1,48              | 2,43             |
| 2010  | 1,44      | 1,42              | 2,03             |
| 2011  | 1,48      | 1,45              | 2,28             |
| 2012  | 1,65      | 1,62              | 2,74             |
| 2013  | 1,69      | 1,65              | 3,44             |
| 2014  | 1,66      | 1,63              | 2,88             |
| 2015  | 1,66      | 1,65              | 2,04             |
| 2016  | 1,60      | 1,58              | 2,22             |
| 2017  | 1,60      | 1,58              | 2,85             |
| 2018  | 1,51      | 1,49              | 2,95             |
| 2019  | 1,42      | 1,41              | 2,27             |

### Composition ethnique
Groupes ethniques: Selon le recensement de 2010, la composition ethnique de la population régionale se répartissait ainsi :
- 127 936 Russes (84,1 %);
- 9 857 Ukrainiens (6,5 %);
- 2 635 Évènes (1,7 %);
- 1 415 Tatars (0,9 %);
- 1 121 Biélorusses (0,8 %);
- 4 930 résidents recensés n'ont pas déclaré leur appartenance ethnique[39]

### Société
La région est celle de Russie qui souffre le plus d'alcoolisme, avec 395 alcooliques pour 100 000 habitants, et avec en moyenne 103 litres d'alcool par personne par an.

## Environnement

### Faune et flore
Le nord de l’Oblast de Magadan est une région montagneuse hostile à l'homme, couverte tantôt par la toundra, tantôt par la taïga. La moitié méridionale est en partie boisée, avec des forêts de bouleau, de saule, le sorbier des oiseleurs, le mélèze et l’aulne.
Les espèces animales de cette région sud sont principalement le mouflon des neiges, le renne, l’orignal et l’ours brun. On trouve aussi plusieurs variétés d'oiseaux, essentiellement des palmipèdes et des oiseaux de mer. La mer d'Okhotsk est très poissonneuse, notamment en colin, en hareng, en morue, en flet et saumon, ainsi qu'en crabes et fruits de mer. Les côtes de l'oblast sont composées de nombreuses baies et golfes, parmi lesquelles on retrouve la baie de Gertner, la baie de Luzhin et la baie de Nagaïev ou bien encore le golfe de Penjina et celui de Chelikhov.

## Économie

### Généralités

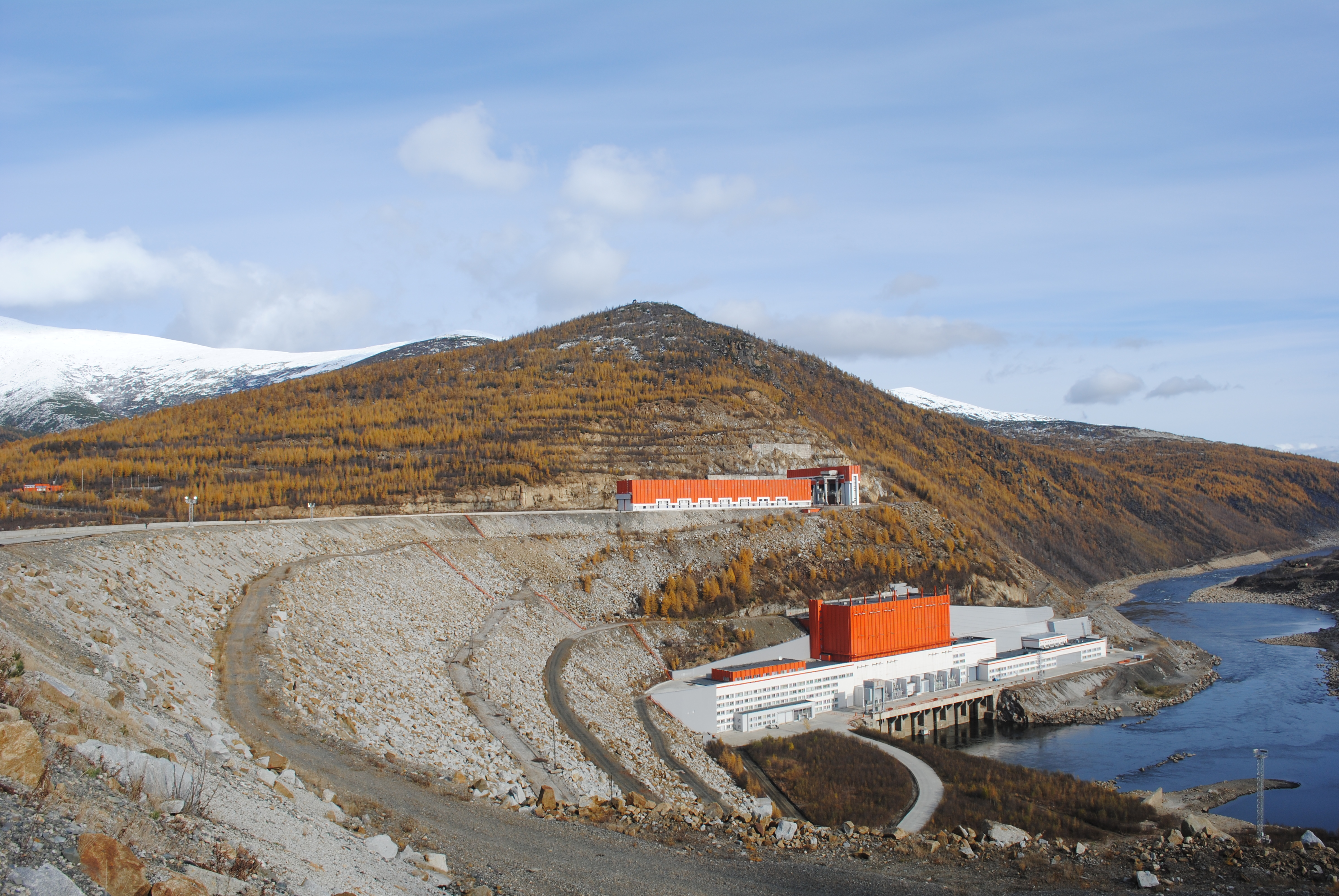
Barrage hydroélectrique de la Kolyma.

L’économie est tournée vers l'exploitation des mines de métaux non-ferreux, avec pour unique centre industriel la ville de Magadan. L'exploitation agricole n'a pas dépassé le stade des cultures vivrières.
Malgré la richesse de son sous-sol, l'économie de la région est plutôt en déclin ces dernières années. Le climat rigoureux, l'insuffisance des infrastructures en sont en partie la cause, mais c'est surtout la délicate transition entre l'ère soviétique et le libre-échangisme qui ont entraîné la faillite des compagnies locales, et incité les habitants à émigrer en masse. Lors d'une visite officielle à Magadan au mois de novembre 2005, le président Vladimir Poutine a approuvé la prolongation des avantages fiscaux aux employeurs de la région afin de relancer l'extraction de minerai d'or. Au mois d'avril 2014, le gouvernement russe a voté la prolongation pour l'Oblast du statut de Zone Économique Particulière jusqu'au 31 décembre 2025.
Si le taux de chômage officiel dans la Région de Magadan est d'environ 12 %, il est bien supérieur dans les zones à forte densité d'indigènes (16–18 %). Le véritable taux de chômage doit être plus élevé encore (sans doute 20 %), car il est impossible de recenser les individus résidant loin des villages ; l'élevage du renne a été abandonné en plusieurs endroits, les quotas de pêche sont presque impossibles à calculer, et la part de l'emploi indigène dans les usines et les mines est indéterminée.

### Activité minière
L’oblast de Magadan est considéré comme l'une des plus riches régions au monde en matière de ressources minérales. Le principal minerai est l'or, bien que les filons d'argent et les gisements d'étain soient eux-mêmes très importants. On compte plus de 2000 placers aurifères dans la région, dont 100 filons d'or et 48 d'argent. Récemment, les autorités se sont intéressées à l'exploitation des veines de houille. À moyen terme, les perspectives d'extraction de pétrole et de gaz naturel devraient se concrétiser également.
La production d'or dans la région est en pleine croissance. Ainsi, la région a produite en 2021 52,1 tonnes d'or, soit une augmentation de 6 % par rapport à 2020 et le plus haut niveau depuis 46 ans. Le district de Tenkinski produit près de la moitié, avec 25,2 tonnes, suivi du district de Iagodninsky, qui en a produit 9,8 tonnes.
Plusieurs compagnies exploitent l'argent, telles que Polymetal et Omsukchan Mining and Geological Company. La production était de 678 tonnes en 2021, une augmentation de 18,4 % par rapport à l'année précédente, dont 546 tonnes extraites dans le district d'Omsouktchan.
Parmi les autres minerais exploités, on y trouve du cuivre avec 600 tonnes extraites, 7200 tonnes de zinc et 5700 tonnes de plomb.

### Agriculture et pêche
La pêche est la seule industrie alimentaire de la région, et représente le deuxième bassin d'emploi après les mines. Les 600 000 km2 de la mer d'Okhotsk baignant l’oblast de Magadan forment l'un des océans les plus poissonneux au monde. L’oblast de Magadan possède plus de 15 900 km de côtes et 29 016 km de rivières navigables ou flottables. Les chalutiers des compagnies de pêche locales sont principalement actifs dans la zone économique Russe, la mer d'Okhotsk, la mer de Bering, et en partie en mer du Japon. L'essentiel des prises est réalisé dans les eaux côtières. L'industrie halieutique se concentre à Magadan, Ola, iamsk et Evensk. Le poissons les plus vendus sont le colin, le hareng, la morue et le navaga (apparenté à la morue), le flet et différentes variétés de saumon ; mais on pêche également des crabes, des calmars, des crevettes et des bulots.
Compte tenu de son climat rigoureux, l’agriculture de la Région de Magadan est rudimentaire, de sorte que 50 % des produits d'alimentation doivent être importés. Le complexe agroalimentaire regroupe quelques industries et des coopératives agricoles : la Sté Gormolzavod, une distillerie, une usine de pâtes, une usine de saucisses, la ferme volaillère Douktcha, et le sovkhose Khasynski.. Les spécialités du pays sont l’élevage du renne et des animaux à fourrure, la chasse traditionnelle, la pêche et le piégeage animal.